# Croix de Saint-Colombier
La croix de Saint-Colombier est située près de la chapelle de Saint-Colomban, au lieu-dit Saint-Colombier, sur la commune de  Saint-Nolff dans le Morbihan.

## Historique
La croix de Saint-Colombier fait l’objet d’une inscription au titre des monuments historiques depuis le 13 février 1929.

## Architecture
La croix de Saint-Colombier est une croix à bannière.